# Belisario Betancur

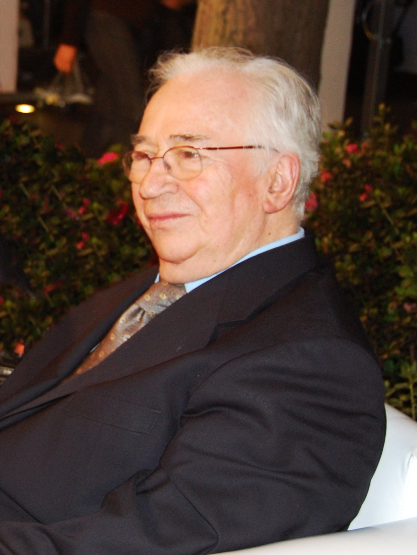
Belisario Betancur (2009)

Belisario Betancur Cuartas (* 4. Februar 1923 in Amagá, Antioquia; † 7. Dezember 2018 in Bogotá) war ein kolumbianischer Politiker. Er war von 1982 bis 1986 Präsident Kolumbiens.

## Leben

### Herkunft und Ausbildung
Belisario Betancur war der Sohn von Rosendo Betancur und Ana Otilia Cuartas. Von 1941 bis 1947 studierte er Rechts- und Wirtschaftswissenschaft an der Päpstlichen Universität Bolivariana in Medellín, wo er 1947 über „Die öffentliche Wirtschaftsordnung“ promovierte. Nach seiner Promotion arbeitete Betancur als Journalist für mehrere kolumbianische Tages- und Wochenzeitungen; außerdem schrieb er Bücher zu wirtschaftlichen, politischen, linguistischen und soziologischen Themen und gründete den Verlag Editorial Tercer Mundo. Betancur war Ehrendoktor der Universitäten von Colorado und Washington. 1963 gründete Betancur die Nationale Vereinigung der Finanzinstitute (ANIF), der er ein Jahr lang vorstand.
1945 heiratete Belisario Betancur Rosa Helena Alvarez, die vor ihm starb; sie bekamen drei Kinder.

### Frühe politische Karriere
1945 begann Belisario Betancur seine politische Karriere als Abgeordneter der konservativen Partei Kolumbiens Partido Conservador Colombiano im Regionalparlament von Antioquia (bis 1947). 1950 wurde er für die Provinz Cundinamarca in das Abgeordnetenhaus gewählt.
Während der Regierungszeit des Diktators Gustavo Rojas Pinilla von 1953 bis 1957 war Betancur Mitglied der verfassunggebenden Versammlung. Dort bestritt er die Rechtmäßigkeit der Präsidentschaft Rojas Pinillas und setzte sich für den konservativen Politiker Laureano Gómez ein, wofür er später angeklagt und zu Gefängnishaft verurteilt wurde.
Nach Ende der Militärdiktatur Rojas Pinillas setzte Betancur seine politische Karriere fort. 1963 wurde er Arbeitsminister in der Regierung Guillermo León Valencias, von 1976 bis 1978 war er kolumbianischer Botschafter in Spanien. Bei den Präsidentschaftswahlen 1970 und 1978 kandidierte Betancur erfolglos; am 30. Mai 1982 wurde er schließlich zum Präsidenten Kolumbiens gewählt.

### Präsidentschaft
Während seiner Amtszeit als Präsident setzte sich Betancur vor allem für Friedensverhandlungen zwischen den unterschiedlichen Akteuren des kolumbianischen Konflikts ein; er verhandelte mit den wichtigsten Guerillagruppen FARC, ELN und EPL ein Friedensabkommen. Am 6. November 1985 stürmte eine weitere Guerillagruppe, M-19, den Justizpalast in Bogotá und setzte damit den Verhandlungen ein Ende.
Dem Drogenhandel trat Betancur mit geringerer Verhandlungsbereitschaft entgegen, er setzte sich gegen die Integration der „narcos“ in das offizielle politische System des Landes ein. 1984 setzte mit der Ermordung von Betancurs Justizminister eine neue Gewaltspirale ein; die Privatarmeen der Drogenhändler gewannen an Einfluss.
Erfolgreicher war Betancur bei seinen Bemühungen, den Friedensprozess in Zentralamerika (insbesondere Nicaragua und El Salvador) zu unterstützen. Für seine Vermittlung im Rahmen der von ihm gegründeten Initiative Contadora por la Paz en Centroamérica wurde Betancur 1983 mit dem Prinz-von-Asturien-Preis für Frieden und internationale Zusammenarbeit ausgezeichnet.
Ein weiteres Hauptanliegen Betancurs während seiner Präsidentschaft war die Dezentralisierung der kolumbianischen Verwaltung und Finanzverwaltung. Den Kommunen wurde weitgehende Autonomie über die Verwendung von Steuern zugesprochen; außerdem wurde die Direktwahl der Bürgermeister eingeführt, die bis dahin von den Provinzgouverneuren ernannt worden waren. Unter Betancur begann der Kohleabbau im Norden des Landes; außerdem wurden zwei neue regionale Fernsehsender, Teleantioquia und Telecaribe, gegründet.

### Nach 1986
Nach Ende seiner Amtszeit setzte Belisario Betancur seine Bemühungen für den Friedensprozess in Mittelamerika fort; er war Vorsitzender der Wahrheitskommission für El Salvador. Außerdem widmete er sich verstärkt seiner Autorentätigkeit; bis zu seinem Tod schrieb er auch Artikel für kolumbianische Zeitungen.
Betancur war Vizepräsident des Club of Rome in Lateinamerika und Vorsitzender der Stiftung Santillana for Latin America, die dem Santillana-Verlag sehr nahesteht. Er war Präsident des Pan-American Health Office.

## Werke (Auswahl)
- Colombia cara a cara (1961)
- Imagen del cambio social en Colombia (1966)
- A pesar de la pobreza (1967)
- La ayuda externa (1970)
- Despierta Colombia (1970)
- Populismo (1970)
- La otra Colombia (1975)
- Dinero, precios, salarios (1975)
- El compromiso de la paz: informe al Congreso de Colombia 1982–1986 (1986)
- El homo sapiens se extravió en América Latina (1990)
- El lenguaje como expresión de la historia de Antioquia (1991)